# Miguel Ataliates

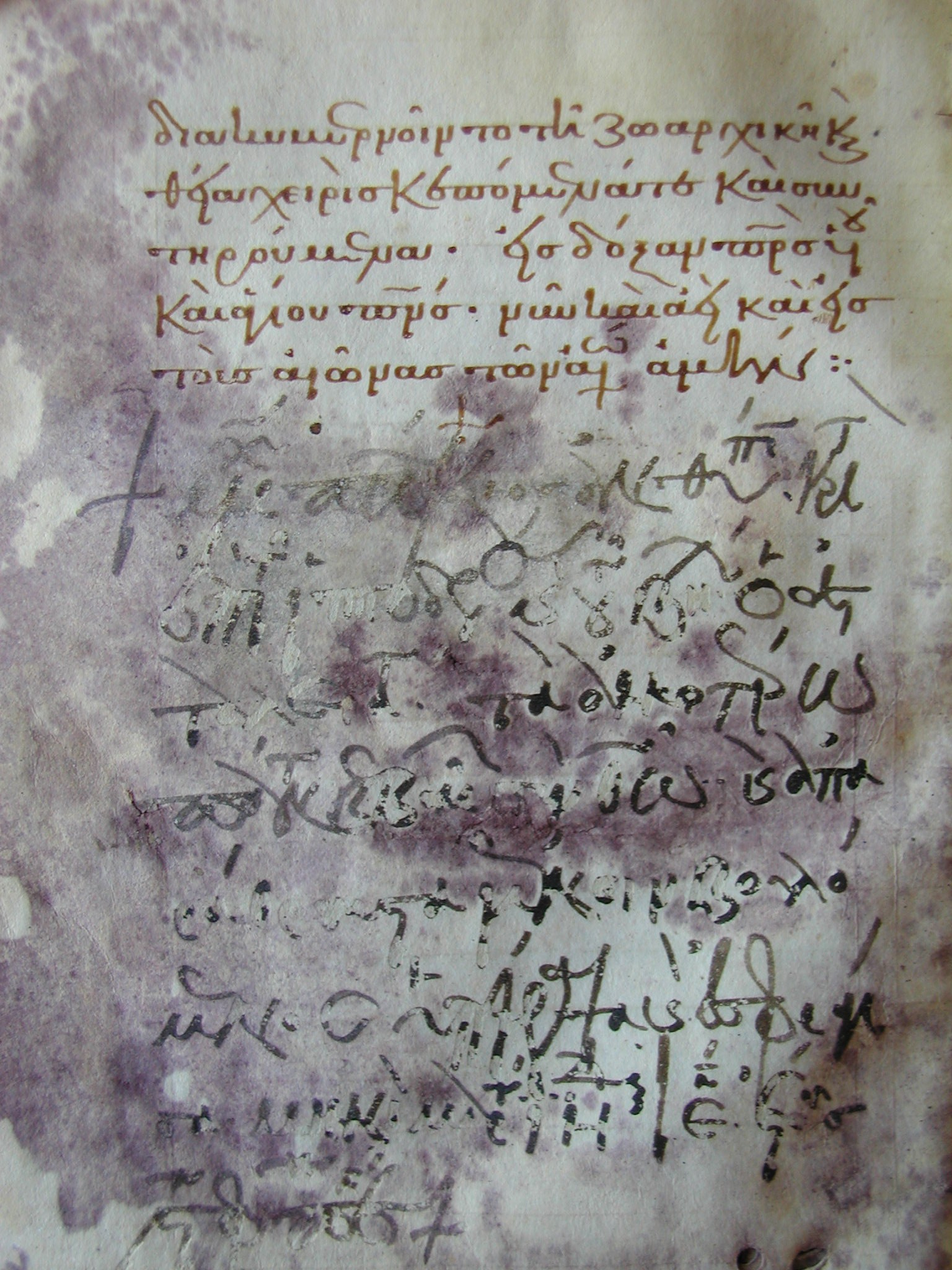
Firma autógrafa de Miguel Ataliates

Miguel Ataliates (en griego: Μιχαήλ Ἀτταλειάτης) (fl. siglo XI) fue un servidor público e historiador griego que trabajó en Constantinopla. Miguel fue, probablemente, oriundo de Attalia (hoy Antalya, en Turquía) y parece que se fue a Constantinopla entre 1030 y 1040, donde se hizo rico y avanzó durante el mandato de sucesivos emperadores a los más altos cargos civiles (patricio y procónsul), convirtiéndose en miembro de los dos tribunales supremos del Imperio, el del hipódromo y el del velum. En 1072, recopiló un compendio de leyes para el emperador Miguel Parapinaces, que complementa el Libri Basilici. Además redactó una ordenanza para la casa del pobre y monasterio que fundó en Constantinopla en 1077. Esta obra es de gran valor para conocer la historia del modo de vida y costumbres en Constantinopla en el siglo XI. Incluye un catálogo de la biblioteca de su monasterio. También poseía una propiedad en Rodosto (hoy Tekirdağ). Aproximadamente en 1079 o 1080, Miguel publicó Historia, un relato del Imperio Romano de Oriente de 1034 a 1079, una presentación vívida y confiable de las revoluciones de palacio y la dominación femenina que caracterizaron este período de transición de la gran dinastía macedónica a los Comneno.